# Herrljunga (đô thị)
Đô thị Herrljunga kommun (Herrljunga kommun) là một đô thị ở hạt Västra Götaland phía tây Thụy Điển. Thủ phủ là thị xã Herrljunga.
Cuộc cải cách chính quyền địa phương năm 1952 đã lập ra hai đô thị Herrljunga và Gäsene ở khu vực này. Trước đó số lượng là 22 đơn vị. Năm 1974, hai đơn vị này được hợp nhấ thành đô thị hiện nay.

## Các trung tâm dân cư
55% dân số sống ở các khu vực dân cư tập trung. Các trung tâm chính là:
- Annelund
- Fåglavik
- Herrljunga
- Hudene
- Ljung